# Região Turística Vale das Águas
 Estância Turística Vale das Águas Sul-Mato-Grossense é a denominação dada pela indústria do Turismo á região sudeste do estado de Mato Grosso do Sul, que abrange 7 municípios: Angélica, Batayporã, Ivinhema, Jateí, Nova Andradina, Novo Horizonte do Sul e Taquarussu. É uma das 10 regiões turísticas oficiais deste estado.
Nos últimos anos, os municípios pertencentes ao Vale das Águas se organizaram para que a área recebesse sinalização turística por parte do Ministério da Integração Nacional. Também tem havido vários cursos profissionalizantes e de aperfeiçoamento para trabalhadores da indústria do turismo, além de esforços para a estruturação e comercialização dos roteiros turísticos do Vale das Águas.